# Konfirmation

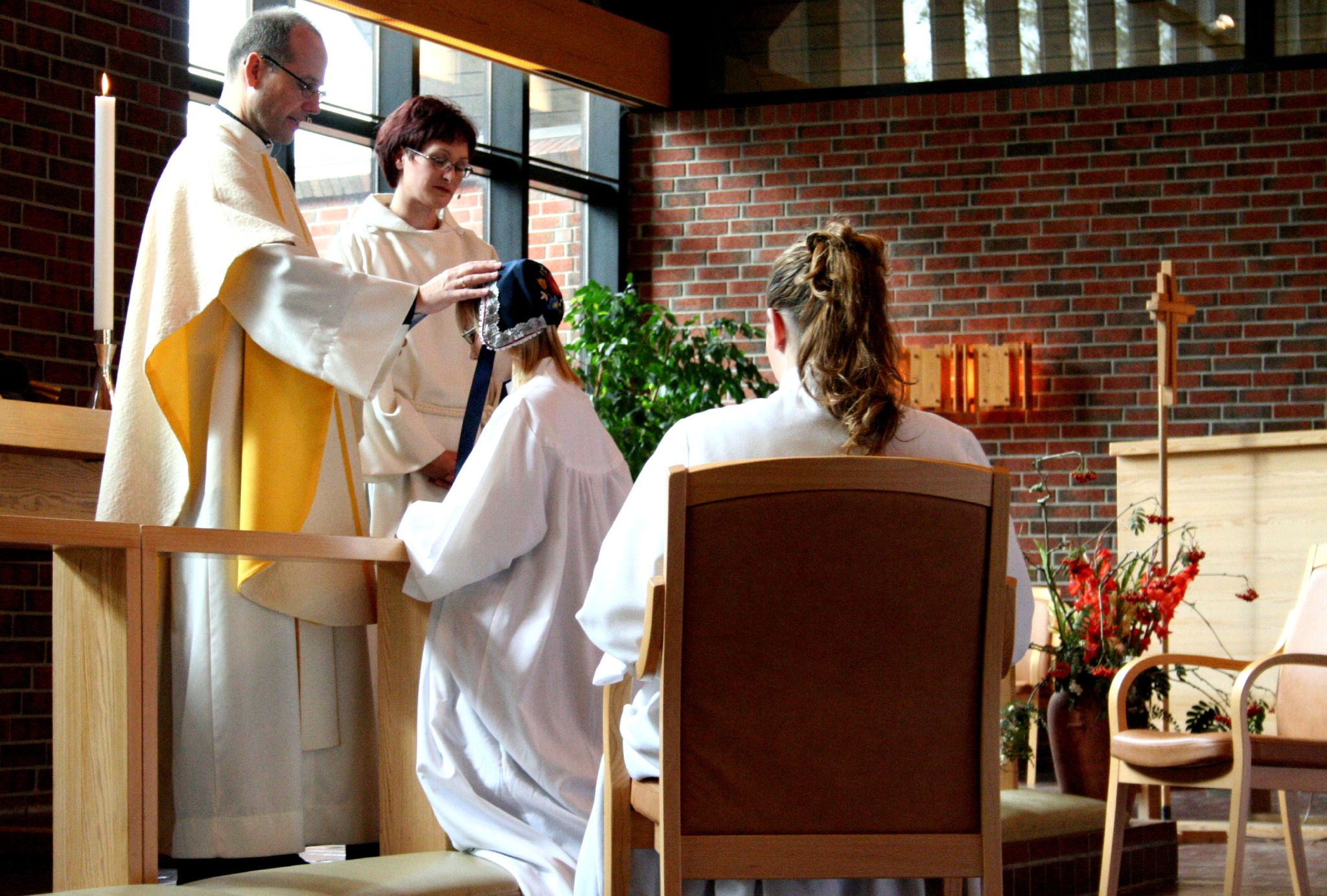
Konfirmationsvälsignelse i Norska kyrkan.

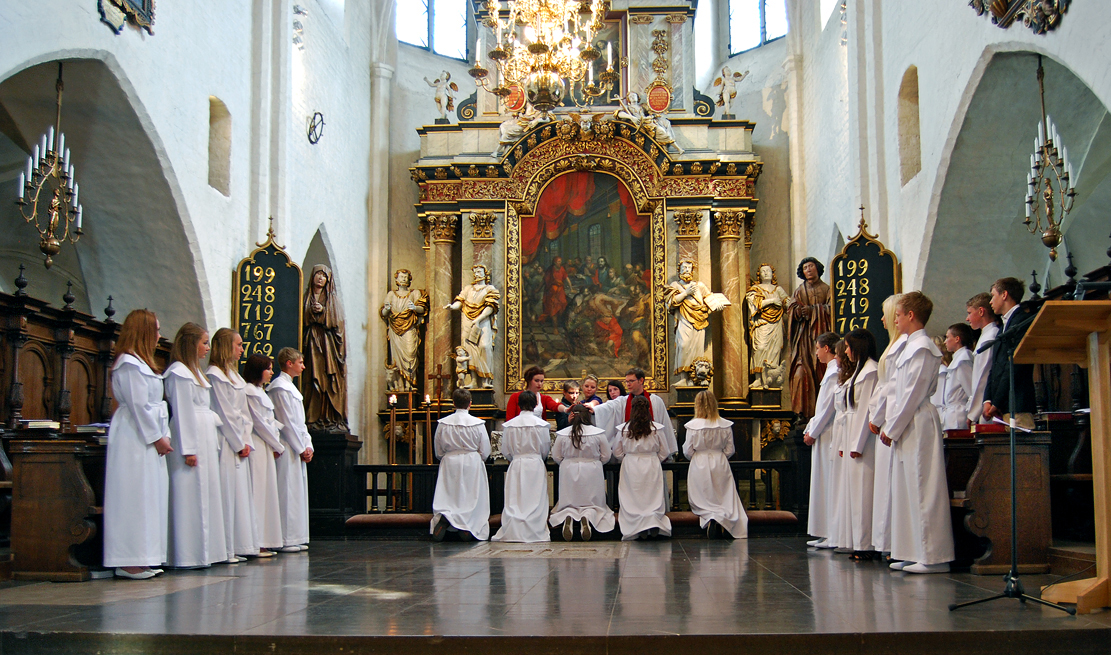
Konfirmationsvälsignelse i Sankta Maria kyrka, Ystad 14 maj 2011.

Konfirmation (latin: confirmatio, "bekräftelse") är det kristna dopets bekräftelse genom en kyrklig akt.
Konfirmation är i Romersk-katolska kyrkan och de ortodoxa kyrkorna ett av de sju av Jesus instiftade sakramenten. Den åtföljs av smörjelse med invigd olja. Innan konfirmationen måste man i katolska kyrkan ta emot första kommunionen, det vill säga första gången man tar emot eukaristin. Den första kommunionen äger rum när ett barn eller en ungdom är mellan 9 och 16 år.
Konfirmationen är ett sakrament i sig i katolska kyrkan, medan man i ortodoxa kyrkan konfirmeras i samband med dopet. Konfirmationen kallas också i den katolska kyrkan för andens gåva och bekräftelsens sakrament. Riten innebär handpåläggning med bön om andens gåva och smörjelse med krisma, en väldoftande blandning av balsam och olja och att ett signatio (korset) tecknas på konfirmandens panna. I västkyrkan utförs konfirmationen av en biskop, men denne kan vid allvarliga skäl ge fullmakt till en präst.

## Konfirmation i katolska kyrkan
I samband med den romersk-katolska konfirmationen väljer man ett nytt namn som kan vara ett helgonnamn eller ett namn med biblisk anknytning. Man får också en fadder i samband med konfirmationen som beslutas och väljs, oftast i samråd med ens föräldrar. Det kan vara en nära bekant eller liknande, och han eller hon måste vara medlem i katolska kyrkan. I vissa katolska traditioner tar man sin fadders namn när man konfirmeras.
Konfirmationen ska föregås av dop. Odöpta konfirmander döps under konfirmationsundervisningen.
Konfirmationen innebär för den kristne:
- En mognad i det kristna livet och starkare samhörighet med kyrkan.
- Styrka i tron och fördjupad trosinsikt.
- Förpliktelse att bära vittnesbörd om sin tro.
- En bekräftelse av dopet.

## Konfirmation i Svenska kyrkan

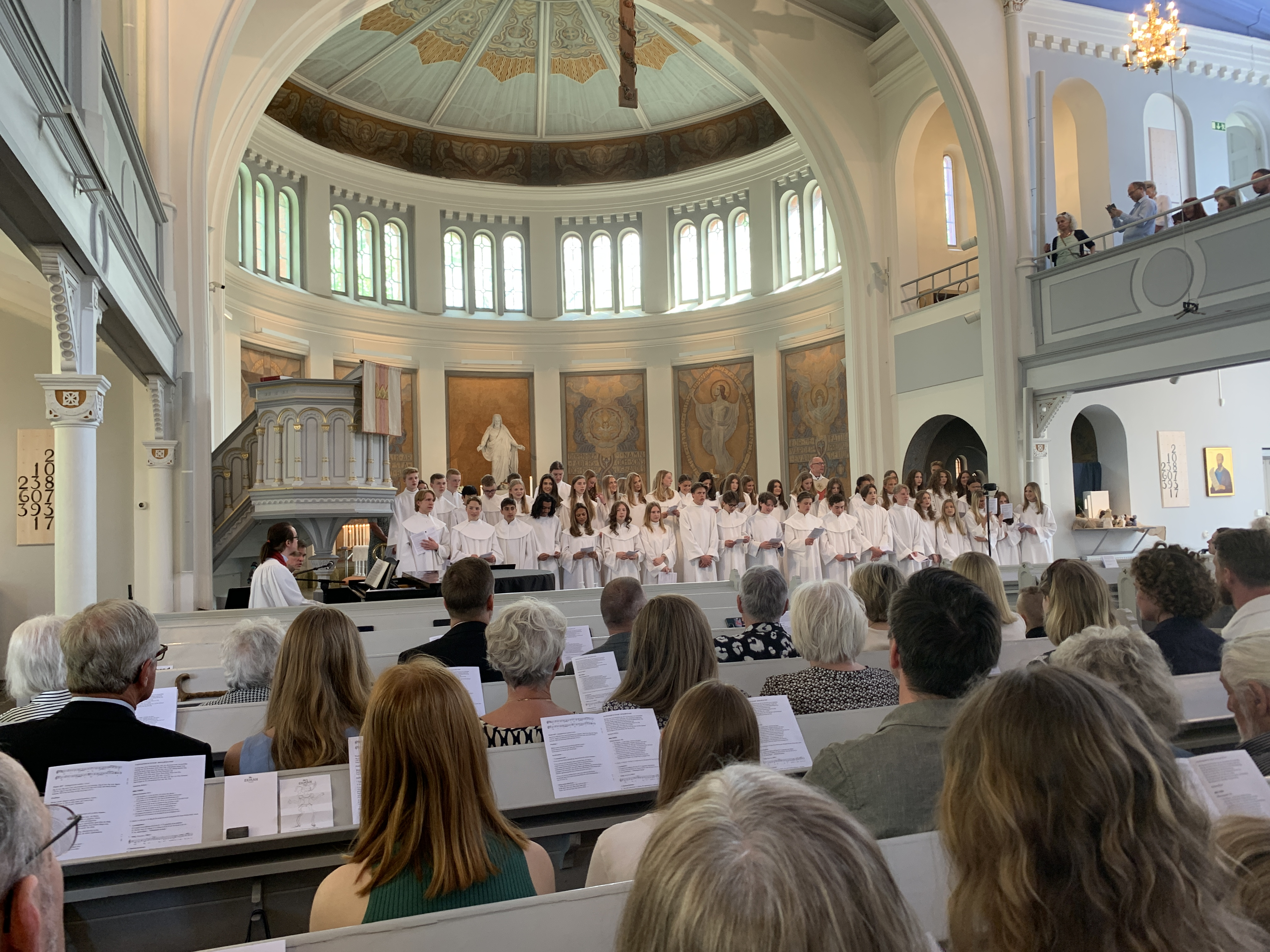
Konfirmation i Sankt Pauli kyrka i Göteborg, 2023.

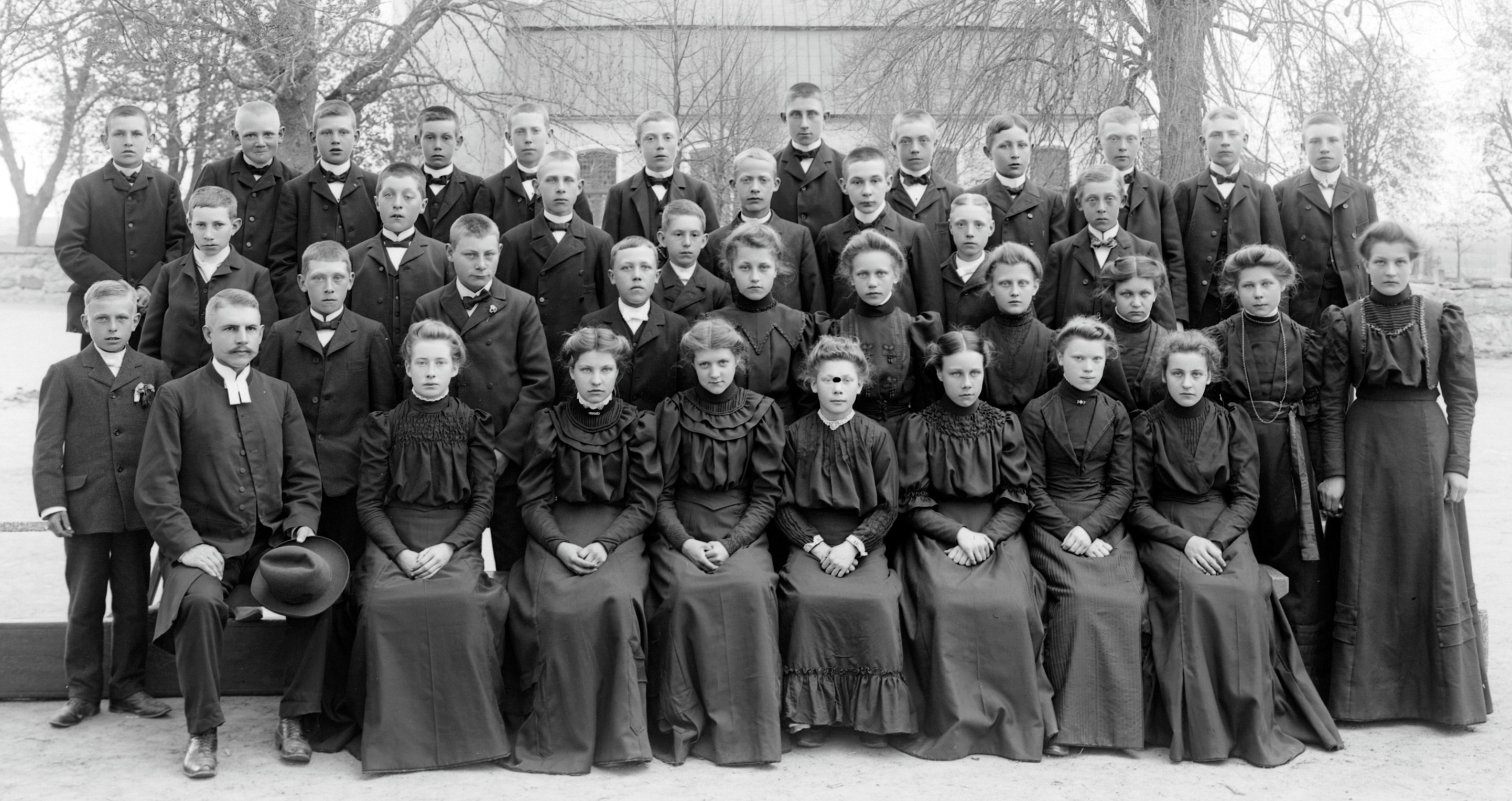
Konfirmation i Ekeby kyrka, 1907.

Konfirmationskors, 1850-tal.

Konfirmationsgudstjänsten betraktas vanligtvis inte som ett sakrament i Svenska kyrkan, men konfirmation är en bekräftelse av dopet och förutsätter därför att konfirmanden är döpt. Om konfirmanden inte är döpt då konfirmandtiden börjar, kan dopet äga rum under konfirmationstiden.
Svenska kyrkans konfirmationsgudstjänst har haft många olika innebörder under de senaste femhundra åren. Påverkad av Philipp Melanchthons syn i Loci Communes, Locus 13 (1543), föreskrev Den svenska kyrkoordningen (tryckt 1571, antagen 1572) att den medeltida konfirmationsgudstjänsten med krisma-smörjelse skulle ändras till biskopens handpåläggning av, och bön om den helige Ande för, barn eller ungdomar som hunnit lära sig Apostoliska trosbekännelsen, Herrens bön och liknande grundläggande kunskaper om kristendom. Detta föll dock ur bruk på 1660-talet. 
Kort tid senare började pietismen fästa stor vikt vid personliga omvändelseupplevelser, och biskop Jesper Svedberg började att, på privat initiativ, uppmuntra ett slags konfirmationsgudstjänster ledda av präst istället för biskop, under vilka tonåringar fick bekänna sin personliga tro på Jesus. Genom 1686 års kyrkolag kom tillträde till nattvarden (nattvardsadmission) att reserveras för personer som behärskade Martin Luthers lilla katekes utantill, och i samband med ungdomarnas första nattvardsgudstjänst hölls enskilt förhör med ungdomarna, som inte fick vara yngre än 13 eller 14 år. Inledningsvis kallades denna gudstjänst inte för konfirmation. Efterhand började förhöret av ungdomarna att ske gemensamt ske offentligt, ett bruk som blev allt vanligare under 1700-talet, genom befordran av ärkebiskoparna Erik Benzelius den äldre, Henric Benzelius och biskopen i Västerås Jacob Serenius. Officiellt erkänd blev dock konfirmationen genom kyrkohandboken 1811. Konfirmationen var då präglad av pietismen och upplysningens subjektivism och moralism. Tyngdpunkten lades vid bekännelse- och löftesfrågorna. Konfirmationen ändrade form 1868 och 1898.
Genom kungligt cirkulär 21 oktober 1878 blev konfirmationen frivillig, och 1920 infördes ett alternativt formulär som inte längre innehöll de tidigare bekännelse- och löftesfrågorna. Traditionen att låta konfirmera sig bibehöll sig dock starkt i Sverige, ännu 1950 konfirmerade sig 94 % av svenska ungdomar.
Martin Luthers lilla katekes användes som konfirmandläromedel fram till slutet av 1960-talet. 1862 hade lagen om årlig nattvardsgång, som tidigare varit obligatoriskt för konfirmationen, upphört att gälla.
I början av 1970-talet ändrade Svenska kyrkan sina bestämmelser, så att alla döpta fick tillträde till nattvarden, och konfirmationsgudstjänsten förlorade därför sin funktion som nattvardsadmission. Konfirmationsgudstjänstens funktion som bön om den helige Andes vägledning förstärktes stegvis 1942 och 1986.  
I Svenska kyrkans nutida konfirmationsgudstjänst är det konfirmanderna och ledarna som utformar gudstjänsten. Dessa moment ingår i gudstjänsten:
- en redovisning som konfirmanderna själva förbereder[9]
- den egentliga konfirmationshandlingen, som är en bön om den helige Andes vägledning under handpåläggning, för att Gud skall bekräfta dopet
- ett pietistiskt offentliggörande av den personliga tron (där det är konfirmanden som bekräftar sitt dop), och
- en sändning, som förstärker konfirmationsgudstjänstens roll som folklig övergångsrit (där det är skapelsens och dopets Gud som bekräftar dopet).

Alla dessa motiv är dock, på skilda sätt, uttryck för dopbekräftelse i generell mening.
Konfirmationsstatistiken inom Svenska kyrkan visar att drygt 24 procent av alla 15-åringar konfirmerade sig år 2017. Detta är en kraftig minskning från 51 procent av 15-åringarna 1995 och hela 80 procent år 1970. Svenska kyrkan konfirmerar årligen var fjärde av landets femtonåringar, vilket gör Svenska kyrkans konfirmandundervisning till en av landets största ungdomsverksamheter.
Svenska kyrkan bjuder in till konfirmationsundervisning det år man fyller 14. Konfirmationstiden är olika utformad i olika församlingar; en del konfirmandgrupper träffas i veckorna, en del har helgläsning och en del konfirmandgrupper har sitt fokus på lägerverksamhet. Det är vanligast att konfirmeras vid 15 års ålder, men det finns ingen åldersgräns. Även vuxna kan konfirmeras. Enligt riktlinjer för Svenska kyrkans konfirmandarbete ska konfirmandgudstjänsten äga rum tidigast det år konfirmanden fyller 15, men det finns undantagsfall.
Svenska kyrkan erbjuder även konfirmation för den som är teckenspråkig.
Svenska kyrkans konfirmationsundervisning genomförs vanligen som en period av kursartade möten, till exempel två timmar i veckan under ett läsår, samt deltagande i ett visst antal gudstjänster. Man går igenom berättelser ur Bibeln och kyrkans troslära och diskuterar dess tillämpning i vardagslivet. Det förekommer även intensiva konfirmationskurser som sommarläger, då konfirmanderna kan vara inackorderade i en prästgård, på en stiftsgård eller någon annan form av internat, ibland utomlands à la språkresa. För konfirmandläger som kostar pengar kan föräldrar utan ekonomiska möjligheter ansöka om bidrag hos den lokala församlingen.
Konfirmationsakten förbereds med en period av konfirmandundervisning. Arbetet sker i större och mindre samtalsgrupper och kan bland annat innehålla drama, musik, lek, andakt, skapande verksamhet och att fika tillsammans. I församlingen håller ett arbetslag i konfirmationsundervisningen. Det kan bestå av musiker, församlingspedagog, diakon, präst eller andra anställda och ideella ledare. Ofta finns också unga ledare med, som är något eller några år äldre än konfirmanderna och som nyss själva varit konfirmander.
Konfirmandtiden avslutas med konfirmationsgudstjänst, vars redovisande del utformas av konfirmandgruppen. Själva konfirmationsmomentet är en bön med handpåläggning då prästen och ledarna lägger sina händer på konfirmandens huvud och ber för konfirmanden
Det är även möjligt att som vuxen konfirmeras i Svenska kyrkan.
Inom bland andra Svenska kyrkan är konfirmationen ett speciellt slag av kyrklig gudstjänst som avslutar en tid av barns eller ungdomars utbildning i den kristna tron. Konfirmationsgudstjänsten är i Svenska kyrkan det tillfälle då konfirmanden dels redovisar sina kunskaper, dels själv offentligt får bekänna den kristna tro som givits i dopet.
Förr innehöll konfirmationsgudstjänsten ett regelrätt förhör. Den har idag en friare ritual som möjliggör en aktivare medverkan av konfirmanderna i gudstjänstens utformning. Det är en ganska vanligt spridd missuppfattning att genomgången konfirmation är en förutsättning för att man skall få delta i nattvard. Så var det förut i Svenska kyrkan, men nu[sedan när?] förutsätts för nattvardsfirande endast att man är döpt.

## Judendomen
- Bar mitzva